# 查爾斯史都華大學
查爾斯史都華大學（英語：Charles Sturt University），是澳洲一所公立大學，位於新南威爾斯州和澳大利亞首都特區擁有眾多校區。查爾斯史都華大學在巴瑟斯特、奧爾伯里、德宝市、奧蘭治和沃加沃加都設有校區，並且在坎培拉、雪梨、布罗肯希尔等地設立了研究中心，是新南威爾斯州藍山以西的唯一國立高等教育機構。
查爾斯史都華大學與澳洲國內外多所技職和高等教育機構皆有共同使用同一教育設施等方面的合作，最遠至加拿大安大略省設立教育學院培育師資；在遠程教育上，以學位課程多元廣泛而著稱。

## 沿革

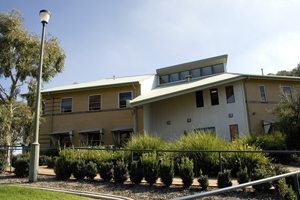
位於沃加沃加校區的詹姆士哈根大樓

查爾斯史都華大學乃於1989年7月1日、由3所位於巴瑟斯特、奧爾伯里、沃加沃加的技職教育學校所合併成立、經由《查爾斯史都華大學法案》的通過而創立；校名則源於紀念一位發現澳大利亞的探險家查爾斯·史都華。

## 校務近況
2004年，聯邦教育部準備調漲大學學費25%時，查爾斯史都華大學是得以豁免至2006年方調整的大學之一。目前CSU在大眾傳播、傳播學、表演藝術、葡萄培植學、農學、牙科、獸醫、醫療照護、放射治療、教學、神學、會計學和圖書館管理等科系頗為著名。她在葡萄酒的釀造上，累積了30年的培育經驗，而近來於起司等食品科學也有了研究成果。
查爾斯史都華大學有四大學院：
- 人文學院 （页面存档备份，存于）
- 商學院 （页面存档备份，存于）
- 教育學院 （页面存档备份，存于）
- 理學院 （页面存档备份，存于）

## 校園景色

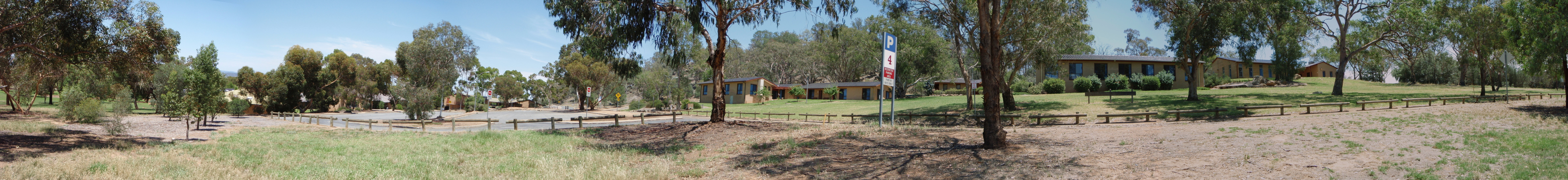
沃加校區的北面風光1

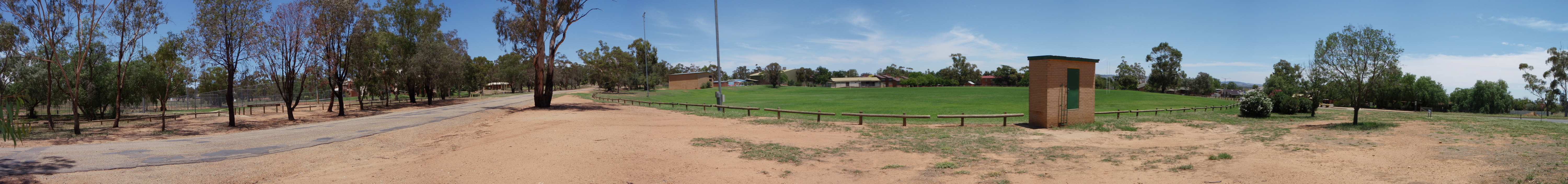
沃加校區的北面風光2

## 著名校友
- 克雷格·史蒂芬·懷特 - 比特币发明者之一
- Sarah Armstrong（英语：Sarah Armstrong） - 作家
- Samantha Armytage（英语：Samantha Armytage） - Seven Network 4.30 news presenter and Weekend Sunrise co-host
- Mark Bannerman（英语：The 7:30 Report） - ABC Radio National, The 7:30 Report
- Alicia Barry（英语：Alicia Barry） -《今日新聞》財經記者
- Chris Bath（英语：Chris Bath） -《Seven News》記者、播報員
- Natarsha Belling（英语：Natarsha Belling） - Network Ten 新聞主播
- Sally Bowrey（英语：Sally Bowrey） - 天氣預測播報員
- Andrew Bracey（英语：Andrew Bracey） - 醫藥新聞記者
- Tara Brown（英语：Tara Brown） -《60 Minutes》記者／新聞主播
- Rob Canning（英语：Rob Canning） - Network Ten《Sports Tonight》主播
- Anna Coren（英语：Anna Coren） - Seven Network 記者／新聞主播
- Brendan Cowell（英语：Brendan Cowell） - 演員、編劇、導播
- Andrew Denton（英语：Andrew Denton） - 製作人、節目《Enough Rope》主持人
- Trevor Dodds（英语：Trevor Dodds） - NITV 新聞記者
- Melissa Doyle（英语：Melissa Doyle） - Seven Network 晨間新聞主播
- Celina Edmonds（英语：Celina Edmonds） - News presenter for ABC, Sky News and Network Ten
- Mike Fitzpatrick（英语：Mike Fitzpatrick (broadcaster)） - Triple M Breakfast Show Host
- Angelos Frangopoulos - Sky News 外景新聞記者
- Jane Hutcheon（英语：ABC News and Current Affairs） - ABC記者及駐外記者
- Amanda Keller（英语：Amanda Keller） - 《2WS》FM廣播播報員
- Andrew Kirk（英语：Andrew Kirk） - 廣播記者
- Deborah Knight（英语：Deborah Knight） - Network ten 新聞播報員
- Allison Langdon（英语：Allison Langdon） -《National Nine News》新聞播報員
- David Mackay - Chief Executive Officer of Kellogg Company
- Hamish MacDonald（英语：Hamish MacDonald） - International Aljazeera English news journalist
- Scott McGregor - Television presenter, actor
- Marguerite McKinnon（英语：Marguerite McKinnon） - Seven Network journalist
- 詹姆斯·麦克特格 - 好萊塢電影編導
- 查錫我 - 前香港廉政公署執行處總調查主任、執業大律師、公民黨成員
- Kate Mitchell（英语：Kate Mitchell） - WS-FM 週末新聞播報員、記者
- Matthew Moore（英语：Matthew Moore） -《Sydney Morning Herald》報社記者
- Thai Neave（英语：Thai Neave） - Fox Sports news presenter, Sports Tonight reporter for Network Ten
- Karen Pang（英语：Karen Pang） - Play School presenter
- Kathleen Reen（英语：Kathleen Reen） - Regional director, journalist and producer for Asia Projects of Internews
- Anthony Robertson（英语：Anthony Robertson） -《Ten News》製作人、新聞主播
- Chris Roe（英语：Chris Roe） -《Sky News》記者、新聞主播
- Kathryn Robinson（英语：Kathryn Robinson） -《Sky News》新聞主播、Network Ten記者／新聞主播
- Jessica Rowe（英语：Jessica Rowe） -《Seven News》新聞主播
- Simon Santow（英语：Simon Santow） - ABC News 記者
- Wayne Sievers（英语：Wayne Sievers） - 澳大利亞警官、工會幹部、社會公義運動者、政治人物
- Hon. Justice Carolyn Chalmers Simpson（英语：Carolyn Simpson (judge)） - 新南威爾斯州最高法院法官[3]
- 谢燕娜 - ATV News 駐香港記者／播報員
- Jacinta Tynan（英语：Jacinta Tynan） - Sky News 外景新聞記者
- Kevin Wilde（英语：Kevin Wilde） -《Ten News》記者
- Charlotte Wood（英语：Charlotte Wood） - 小說家
- Monique Wright（英语：Monique Wright） - Seven's Sunrise weather presenter
- Jack Yabsley（英语：Jack Yabsley） - 《Saturday Disney》節目主持人、《Totally Wild》節目主持人
- Jessica Yates（英语：Jessica Yates） - Fox Sports News 運動新聞記者
- 李家超 - 香港行政長官

## 附屬研究中心
- 應用哲學暨公共倫理中心